# Ocúnovité
Ocúnovité (Colchicaceae) je čeleď jednoděložných rostlin z řádu liliotvaré (Liliales). Některé starší taxonomické systémy zástupce řadily do čeledi liliovité v širokém pojetí (Liliaceae s.l.). Petermannia cirrosa je podle nejnovějších výzkumů řazena do monotypické čeledi Petermanniaceae.

## Popis
Jedná se zpravidla o vytrvalé pozemní byliny nebo liány, převážně s hlízami, vzácně s oddenky, jsou jednodomé s oboupohlavnými květy. Mladé stonky se v uzlinách snadno nelámou. Listy jsou nahloučeny na bázi, nebo nikoliv, jsou jednoduché, přisedlé (vzácně řapíkaté), střídavé, uspořádané nejčastěji spirálně (vzácně dvouřadě), s listovými pochvami. Listy zpravidla dobře vyvinuty, vzácně jsou redukované. Čepele listů jsou celokrajné, čárkovité až kopinaté, žilnatina je souběžná. Květy jsou oboupohlavné, jsou jednotlivé nebo v květenstvích, zpravidla v hroznech, vrcholících nebo okolících. Listen pod květenstvím ve tvaru toulce není přítomen. Květy jsou pravidelné, okvětí je vyvinuto, zpravidla 6 (výjimečně 8) okvětních lístků ve 2 přeslenech (vzácně v 1 přeslenu), okvětní lístky jsou volné, nebo srostlé a vytvářejí korunní trubku, někdy velmi dlouhou (např. ocún jesenní-Colchicum autumnale), jsou bílé, červené, purpurové, fialové nebo žluté. Tyčinek je 6, ve 2 přeslenech, vzácně v 1 přeslenu, jsou volné nebo vzácněji srostlé s okvětím či navzájem. Gyneceum je složeno ze 3 (vzácně 4) plodolistů, je synkarpní, čnělka je 1 nebo 3, někdy částečně srostlé, blizny 3, semeník je svrchní. Plod je suchý, pukavý, převážně tobolka. Čeleď je typická přítomností alkaloidů, zvláště je přítomen kolchicin a jiné příbuzné látky.

## Rozšíření
Je známo asi 15 rodů a asi 245 druhů, které jsou rozšířeny v Evropě, západní, střední i východní Asii, v Africe, v Severní Americe, Austrálii na Novém Zélandu. Chybí v Jižní Americe.
V ČR roste ve volné přírodě a je původní pouze jediný druh, ocún jesenní (Colchicum autumnale).

## Zástupci
- androcymbium (Androcymbium)
- disporum (Disporum)
- glorióza (Gloriosa)
- ocún (Colchicum)
- sandersonie (Sandersonia)
- uvulárie (Uvularia)
- wurmbea (Wurmbea)[3]

## Přehled rodů
Androcymbium, Baeometra, Burchardia, Camptorrhiza, Colchicum (včetně Merendera), Disporum, Gloriosa (včetně Littonia), Hexacyrtis, Iphigenia, Kuntheria, Ornithoglossum, Sandersonia, Schelhammeria, Triplandenia, Uvularia, Wurmbea (vč. Neodregea, Onixotis)